# 安赫爾·德爾加多
安赫爾·路易斯·德爾加多·艾斯塔席歐（西班牙語：Ángel Luis Delgado Astacio，1994年11月20日—），出生於多明尼加聖克里斯多堡省的下海納，為現役職業籃球運動員，目前效力於Basketbol Süper Ligi聯盟的Beşiktaş，場上主要位置為中锋。

## 大學生涯
德爾加多在婉拒佛羅里達州立大學、福坦莫大學以及維吉尼亞大學等籃球名校的邀請後，決定於2013年8月16日加入薛頓賀爾大學海盜隊，並於2014–15賽季被選為大東區錦標賽年度最佳新秀，場均能取得9.3分、9.9籃板。
在薛頓賀爾大學的三年級賽季中，德爾加多以場均15.1分、13.1籃板的數據成為NCAA籃板王。

## 職業生涯
在2018年NBA選秀中落選後，德爾加多與洛杉磯快艇簽下了一份雙向合约。在合約執行期間，德爾加多每季最多可為球隊出賽45天，剩餘時間則必須待在快艇在發展聯盟的附屬球隊－阿瓜卡連特快艇。
2019年8月15日，中国男子篮球职业联赛北京紫禁勇士宣布與德爾加多簽約，合約為430萬美元。10月16日，德爾加多被杰森·汤普森頂替。

## 國家隊
德爾加多在2016年代表多米尼加參加2016年中美洲和加勒比男子篮球锦标赛，場均貢獻12.5分、7.5籃板，幫助球隊奪下銅牌。

## 外部連結
- 安赫爾·德爾加多在fiba.basketball（英语）
- 安赫爾·德爾加多在archive.fiba.com（存檔）（英语）
- 安赫爾·德爾加多在NBA官網（英语）
- 安赫爾·德爾加多在NBA G聯盟官網（英语）
- 安赫爾·德爾加多在歐洲籃球聯賽官網（英语）
- 安赫爾·德爾加多在西班牙篮球甲级联赛官網（球員）（西班牙语）
- 安赫爾·德爾加多在TBLStat.net（英语）
- 安赫爾·德爾加多在Basketball-Reference.com（NBA）（英语）
- 安赫爾·德爾加多在Basketball-Reference.com（NBA G聯盟）（英语）
- 安赫爾·德爾加多在Basketball-Reference.com（國際）（英语）
- 安赫爾·德爾加多在Sports-Reference.com（NCAA）（英语）
- 安赫爾·德爾加多在ESPN（NBA）（英语）
- 安赫爾·德爾加多在Eurobasket.com（球員）（英语）
- 安赫爾·德爾加多在Proballers（英语）
- 安赫爾·德爾加多在RealGM（英语）
- 安赫爾·德爾加多在中国篮球数据库